# Drexel Burnham Lambert
Drexel Burnham Lambert byla americká nadnárodní investiční banka, která byla v roce 1990 donucena vyhlásit bankrot kvůli svému zapojení do nezákonných aktivit na trhu s rizikovými dluhopisy, které řídil Michael Milken. V době svého největšího rozmachu patřila mezi největší světové banky a byla pátou největší investiční bankou ve Spojených státech.
Nejziskovější fiskální rok měla firma v roce 1986, kdy dosáhla čistého zisku 545,5 milionu dolarů (ekvivalent 1,1 miliardy dolarů v roce 2019) – v té době šlo o vůbec nejziskovější rok pro jakoukoli firmu z Wall Street. Milken, který v Drexelu vedl oddělení cenných papírů s vysokým výnosem, dostal ten rok odměnu 295 milionů dolarů, což je nejvyšší plat, jaký kdy zaměstnanec v novodobé historii dostal.
Agresivní kultura firmy vedla mnohé zaměstnance Drexelu k tomu, že se nechali svést k neetickému a někdy i nezákonnému jednání. Milken a jeho kolegové z oddělení dluhopisů s vysokým výnosem totiž věřili, že zákony o cenných papírech brání volnému toku obchodu. Přílišné ambice společnosti Drexel nakonec vedly k tomu, že zneužívala trh s rizikovými dluhopisy a zapojila se do obchodování s důvěrnými informacemi. V únoru 1990 byla společnost Drexel donucena předsedy newyorského Federálního rezervního systému a Komise pro cenné papíry a burzy vyhlásit bankrot podle kapitoly 11. Jednalo se o první firmu z Wall Street, která byla nucena vyhlásit bankrot od dob Velké hospodářské krize.
Po pádu Drexelu poznamenal reportér Kurt Eichenwald z New York Times, že banka „umožnila a podpořila mnoho největších převzetí společností (corporate takeovers) v 80. letech“.